# کمد (فیلم ۲۰۲۰)
کمد (کره‌ای: 클로젯) یک فیلم ترسناک سال ۲۰۲۰ کره جنوبی به نویسندگی کارگردانی کیم کوانگ بین و با بازی ها جونگ-وو و کیم نام گیل است.

## تولید
تصویربرداری اصلی در ۱۷ سپتامبر ۲۰۱۸ آغاز شد و در ۲۹ نوامبر ۲۰۱۸ به پایان رسید.

## بازیگران
- ها جونگ-وو در نقش سانگ وون
- کیم نام گیل در نقش کیونگ هون
- هو یول در نقش یی نا
- کیم شی آ در نقش میونگ جین
- شین هیون بین در نقش سونگ هی
- کیم سو جین در نقش مادر میونگ جین
- پارک سونگ وونگ در نقش پدر میونگ جین
- پارک جی-آ در نقش شمن
- لی هیون سونگ در نقش همکار کوچکتر
- کانگ شین چول در نقش دو هیون
- هان چانگ مین در نقش روح شیطانی ۲۱